# Генрієтта Марія Бранденбург-Шведтська
Генрієтта Марія Бранденбург-Шведтська (нім. Henriette Marie von Brandenburg-Schwedt, 2 березня 1702 — 7 травня 1782) — німецька шляхтянка XVIII сторіччя з династії Гогенцоллернів, донька маркграфа Бранденбург-Шведтського Фрідріха Вільгельма та принцеси Ангальт-Дессау Йоганни Шарлотти, дружина спадкоємного принца герцогства Вюртемберг Фрідріха Людвіга.

## Біографія
Генрієтта Марія народилась 2 березня 1702 року, ймовірно, у Берліні. Вона була третьою дитиною та другою донькою в родині маркграфа Бранденбург-Шведтського Фрідріха Вільгельма та його дружини Йоганни Шарлотти Ангальт-Дессау. Мала старшого брата Фрідріха Вільгельма, сестра померла немовлям до її народження. Згодом родина поповнилася трьома молодшими дітьми, з яких вижив лише Фрідріх Генріх.
Мешкала родина переважно у Шведті, хоча мала замки й у Берліні. Коли Генрієтті Марії було 11, помер її батько. Матір, забравши дітей, переїхала до Берліну, де турбувалася про їхнє виховання.

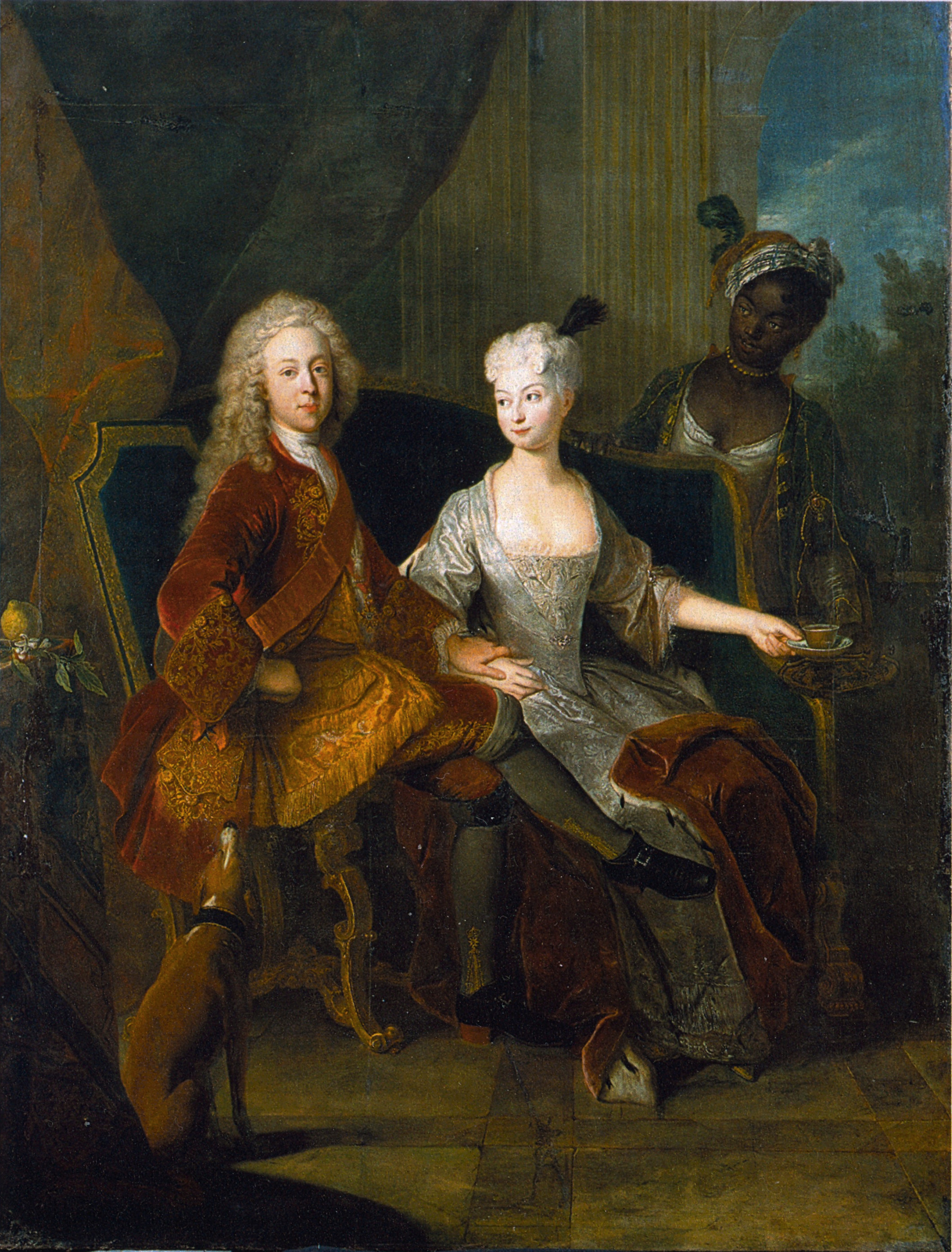
Генрієтта Марія з чоловіком на портреті пензля Антуана Песне, близько 1716 року

У 14-річному віці принцесу видали заміж за спадкоємного принца герцогства Вюртемберг Фрідріха Людвіга, якому за кілька днів виповнювалось 16. Наречений був єдиною дитиною правлячого вюртемберзького герцога Ебергарда Людвіга. Весілля відбулося 8 грудня 1716 у Берліні. У подружжя народилося двоє дітей.
Фрідріх Людвіг часто хворів і помер молодим у 1631 році до вступу на престол. Генрієтта Марія, одруживши доньку, від 1749 року мешкала у Кьопенікському палаці, розташованому на острові на річці Даме.
Померла 7 травня 1782 року. Похована у замковій кірсі Кьопенікського палацу.

## Родина
Чоловік — Ебергард Людвіг, принц Вюртемберзький
Діти:
- Ебергард Фрідріх (1718—1719) — прожив 6 місяців;
- Луїза Фредеріка (1722—1791) — дружина герцога Мекленбург-Шверіну Фрідріха, дітей не мала.